# Фрунзе (Туймазинський район)
Фру́нзе (рос. Фрунзе, башк. Фрунзе) — присілок (в минулому селище) у складі Туймазинського району Башкортостану, Росія. Входить до складу Верхньотроїцької сільської ради.
Населення — 241 особа (2010; 201 у 2002).
Національний склад:
- башкири — 65 %
- татари — 33 %